# Office of Management and Budget
Das Office of Management and Budget (OMB, deutsch etwa Amt für Verwaltung und Haushaltswesen) ist eine US-Bundesbehörde mit Kabinettsrang und die größte Behörde im Executive Office of the President of the United States (EOP).

## Tätigkeitsbereich
Das OMB berichtet dem Weißen Haus über die Aktivitäten aller Bundesbehörden. Außerdem berät das OMB die Beamten des Hauses in Themen wie Bundespolitik, Verwaltung, Gesetzgebung und der Haushaltsführung. Das Gros der 500 Mitarbeiter überwacht die Einhaltung und Befolgung der ihnen zugeteilten Bundesprogramme im Sinne der Politik des Präsidenten. Außerdem hat das OMB eine wichtige Rolle als koordinierende Behörde: unter anderem bei der jährlichen Sammlung und Bekanntgabe der Budgetermessung des Präsidenten, bei der Versendung von Rundbriefen an alle Bundesbehörden, in denen neue Verfahren für die Leitung vorgeschrieben werden, bei der Beaufsichtigung der Management Agenda des Präsidenten und bei der Überprüfung von Richtlinien in den Behörden.

## Mitarbeiter
Die Mitarbeiter des OMB sind nicht nur hochgediente Verwaltungsbeamte, sondern auch zum Teil aus politischen Gründen ernannt. Die Mitarbeiter des OMB sind ein wichtiger Teil der Kontinuität in der Exekutive, insbesondere weil die meisten der Karrierebeamten ihre Posten behalten, egal welche Partei im Moment im Haus das Sagen hat.
Sechs Positionen im OMB werden vom Präsidenten ernannt und vom US-Senat bestätigt:
- der Direktor
- der stellvertretende Direktor
- der Bereichsleiter Management
- und die Leiter der Abteilungen Office of Information and Regulatory Affairs, Office of Federal Procurement Policy, und Office of Federal Financial Management

Nach dem Wechsel von Sylvia Mathews Burwell in das Amt der Gesundheitsministerin der Vereinigten Staaten führte ihr Stellvertreter Brian Deese interimsmäßig die Behörde, ehe im Juli 2014 Shaun Donovan sein Amt antrat.

## Aufbau der Behörde
Der größte Teil des OMB sind die vier Abteilungen der Betriebsmittelverwaltung, die die US-Bundesregierung widerspiegeln. Schätzungsweise arbeitet die Hälfte der Mitarbeiter in diesen Abteilungen, die Mehrheit von ihnen arbeitet wiederum als Programmrevisoren. Diese Programmrevisoren überwachen in der Regel eine oder mehrere Bundesbehörden, oder sie kontrollieren ein bestimmtes Themenfeld, wie zum Beispiel alles, was die Kriegsschiffe der US Navy betrifft.
Diese Mitarbeiter des OMB haben eine zweifache Zuständigkeit, einerseits für alle Themen rund um das Management und den Haushalt, und andererseits sollen sie fundierte Empfehlungen zu den Programmen abgegeben. Jedes Jahr werden vom OMB die Budgetanforderungen der Bundesbehörden durchgesehen, und es wird auf diese Weise bei der Entscheidung, welche dieser Anfragen als Teil des Präsidentenhaushalts zum Kongress geschickt werden, geholfen.
Angewendet werden hierbei detaillierte Programmbewertungen, bei denen das Program Assessment Rating Tool verwendet wird, von den Behörden vorgeschlagene Regeln werden bewertet, ein Zeugnis der Behörde wird verwendet, schwebende Gesetzgebung wird berücksichtigt, und die Anfragen werden mit den Zielen der Management Agenda des Präsidenten verglichen.
Außerdem bietet das OMB jedem Kabinettsmitglied spezielle Analysen an.
Auch die Mitarbeiter der untergeordneten Behörden Office of Information and Regulatory Affairs, Office of Federal Procurement Policy, Office of Federal Financial Management und Office of E-Government erhalten vom OMB Statistiken, Analysen und Daten. Weiterhin gibt es verschiedene unterstützende Ämter wie das Office of General Counsel, das Office of Legislative Affairs, die Budget Review Division (BRD) und die Legislative Reference Division.
Das BRD ist größtenteils für die bundesweite Koordinierung sowie für die technische Seite der Budgethochrechnungen, die jeden Februar veröffentlicht werden, verantwortlich. Bezüglich der Ausgabenschätzung für die Exekutive, hat das BRD somit denselben Zweck wie das Congressional Budget Office für die Ausgabenschätzung des Kongresses, das Department of the Treasury für die Schätzung der Einnahmen der Exekutive, und das Joint Committee on Taxation für die Schätzung der Einnahmen des Kongresses.
Die Legislative Reference Division nimmt die wichtige Rolle der zentralen Clearingstelle für beantragte Gesetzgebung in der gesamten Bundesregierung ein. Sie verbreitet die beantragten Gesetzesinitiativen an die zuständigen Bundesprüfer und fasst deren Kommentare zusammen. Außerdem fällt es in den Zuständigkeitsbereich dieser Behörde, für den Präsidenten ein Enrolled Bill Memorandum zu schreiben, sobald von beiden Kammern ein Gesetzesentwurf dem Präsidenten zur Unterschrift vorgelegt wird.
Die Enrolled Bill Memorandum stellt dabei die Einzelheiten dieses Entwurfs, die Meinungen verschiedener, vom Gesetzentwurf betroffener Bundesministerien, und eine abschließende Meinung über eine Unterschrift oder ein Veto zu diesem Entwurf zusammen. Außerdem veröffentlicht diese Abteilung die Statements of Administration Policy, die für die Kongressabgeordneten die offizielle Meinung des Weißen Hauses zusammenfassen.

## Geschichte
Das Bureau of the Budget, Vorgängerin dieser Behörde, wurde als Teil des Finanzministeriums 1921 im Rahmen des Budget and Accounting Act geschaffen. Im Jahr 1939 wurde es dem Executive Office of the President zugeordnet; 1970 wurde es als Office of Management and Budget neu formiert. Das erste OMB bestand aus dem Direktor Roy Ash, seinem Stellvertreter Paul O’Neill, dem Abteilungsleiter Fred Malek, dem zweiten Abteilungsleiter Frank Zarb und rund zwei Dutzend weiteren Mitarbeitern. Im Jahr 1990 wurde das OMB umgebaut, um die Unterschiede zwischen den Mitarbeitern der Verwaltung und denen des Haushalts abzuschaffen. Diese Rollen wurden in den Ressource Management Offices nun durch die Programmrevisoren vereint.

## Die Direktoren des OMB
| Name                   | Dienstzeit ↓                         | Präsident                                          |
| ---------------------- | ------------------------------------ | -------------------------------------------------- |
| Charles Gates Dawes    | 23. Juni 1921 – 30. Juni 1922        | Warren G. Harding                                  |
| Herbert Lord           | 1. Juli 1922 – 31. Mai 1929          | Warren G. Harding, Calvin Coolidge, Herbert Hoover |
| Clawson Roop           | 15. August 1929 – 3. März 1933       | Herbert Hoover                                     |
| Lewis Williams Douglas | 7. März 1933 – 31. August 1934       | Franklin D. Roosevelt                              |
| Daniel W. Bell         | 1. September 1934 – 14. April 1939   | Franklin D. Roosevelt                              |
| Harold D. Smith        | 15. April 1939 – 19. Juni 1946       | Franklin D. Roosevelt, Harry S. Truman             |
| James E. Webb          | 13. Juli 1946 – 27. Januar 1949      | Harry S. Truman                                    |
| Frank Pace             | 1. Februar 1949 – 12. April 1950     | Harry S. Truman                                    |
| Frederick Lawton       | 13. April 1950 – 21. Januar 1953     | Harry S. Truman                                    |
| Joseph Dodge           | 22. Januar 1953 – 15. April 1954     | Dwight D. Eisenhower                               |
| Rowland Hughes         | 16. April 1954 – 1. April 1956       | Dwight D. Eisenhower                               |
| Percival Brundage      | 2. April 1956 – 17. März 1958        | Dwight D. Eisenhower                               |
| Maurice Stans          | 18. März 1958 – 21. Januar 1961      | Dwight D. Eisenhower                               |
| David E. Bell          | 22. Januar 1961 – 20. Dezember 1962  | John F. Kennedy                                    |
| Kermit Gordon          | 28. Dezember 1962 – 1. Juni 1965     | John F. Kennedy, Lyndon B. Johnson                 |
| Charles Schultze       | 1. Juni 1965 – 28. Januar 1968       | Lyndon B. Johnson                                  |
| Charles Zwick          | 29. Januar 1968 – 21. Januar 1969    | Lyndon B. Johnson                                  |
| Robert Mayo            | 22. Januar 1969 – 30. Juni 1970      | Richard Nixon                                      |
| George P. Shultz       | 1. Juli 1970 – 11. Juni 1972         | Richard Nixon                                      |
| Caspar Weinberger      | 12. Juni 1972 – 1. Februar 1973      | Richard Nixon                                      |
| Roy Ash                | 2. Februar 1973 – 3. Februar 1975    | Richard Nixon, Gerald Ford                         |
| James Thomas Lynn      | 10. Februar 1975 – 20. Januar 1977   | Gerald Ford                                        |
| Bert Lance             | 21. Januar 1977 – 23. September 1977 | Jimmy Carter                                       |
| James T. McIntyre      | 24. September 1977 – 20. Januar 1981 | Jimmy Carter                                       |
| David Stockman         | 21. Januar 1981 – 1. August 1985     | Ronald Reagan                                      |
| James C. Miller        | 8. Oktober 1985–15. Oktober 1988     | Ronald Reagan                                      |
| Joseph R. Wright       | 16. Oktober 1988 – 20. Januar 1989   | Ronald Reagan                                      |
| Richard Darman         | 25. Januar 1989 – 20. Januar 1993    | George Bush                                        |
| Leon Panetta           | 21. Januar 1993 – Oktober 1994       | Bill Clinton                                       |
| Alice Rivlin           | 17. Oktober 1994 – 26. April 1996    | Bill Clinton                                       |
| Franklin Raines        | 13. September 1996 – 21. Mai 1998    | Bill Clinton                                       |
| Jack Lew               | 21. Mai 1998 – 19. Januar 2001       | Bill Clinton                                       |
| Mitch Daniels          | 23. Januar 2001 – 6. Juni 2003       | George W. Bush                                     |
| Joshua Bolten          | 26. Juni 2003 – 15. April 2006       | George W. Bush                                     |
| Rob Portman            | 26. Mai 2006 – 19. Juni 2007         | George W. Bush                                     |
| Jim Nussle             | 4. September 2007 – 19. Januar 2009  | George W. Bush                                     |
| Peter R. Orszag        | 20. Januar 2009 – 30. Juli 2010      | Barack Obama                                       |
| Jack Lew               | 18. November 2010 – 27. Januar 2012  | Barack Obama                                       |
| Jeffrey Zients         | 27. Januar 2012 – 24. April 2013     | Barack Obama                                       |
| Sylvia Mathews Burwell | 24. April 2013 – 9. Juni 2014        | Barack Obama                                       |
| Brian Deese            | 9. Juni 2014 – 28. Juli 2014         | Barack Obama                                       |
| Shaun Donovan          | 28. Juli 2014 – 20. Januar 2017      | Barack Obama                                       |
| Mick Mulvaney          | 16. Februar 2017 – 31. März 2020     | Donald Trump                                       |
| Russell Vought         | 22. Juli 2020 – 20. Januar 2021      | Donald Trump                                       |
| Shalanda Young         | 15. März 2022 – 20. Januar 2025      | Joe Biden                                          |
| Russell Vought         | ab 7. Februar 2025                   | Donald Trump                                       |